# Potoki (Jesenice)
Potoki  (IPA: [pɔˈtoːki]) è un insediamento (naselje) di 115 abitanti, della municipalità di Jesenice nella regione statistica dell'Alta Carniola in Slovenia.